# Heinz Ahrens (Musiker)

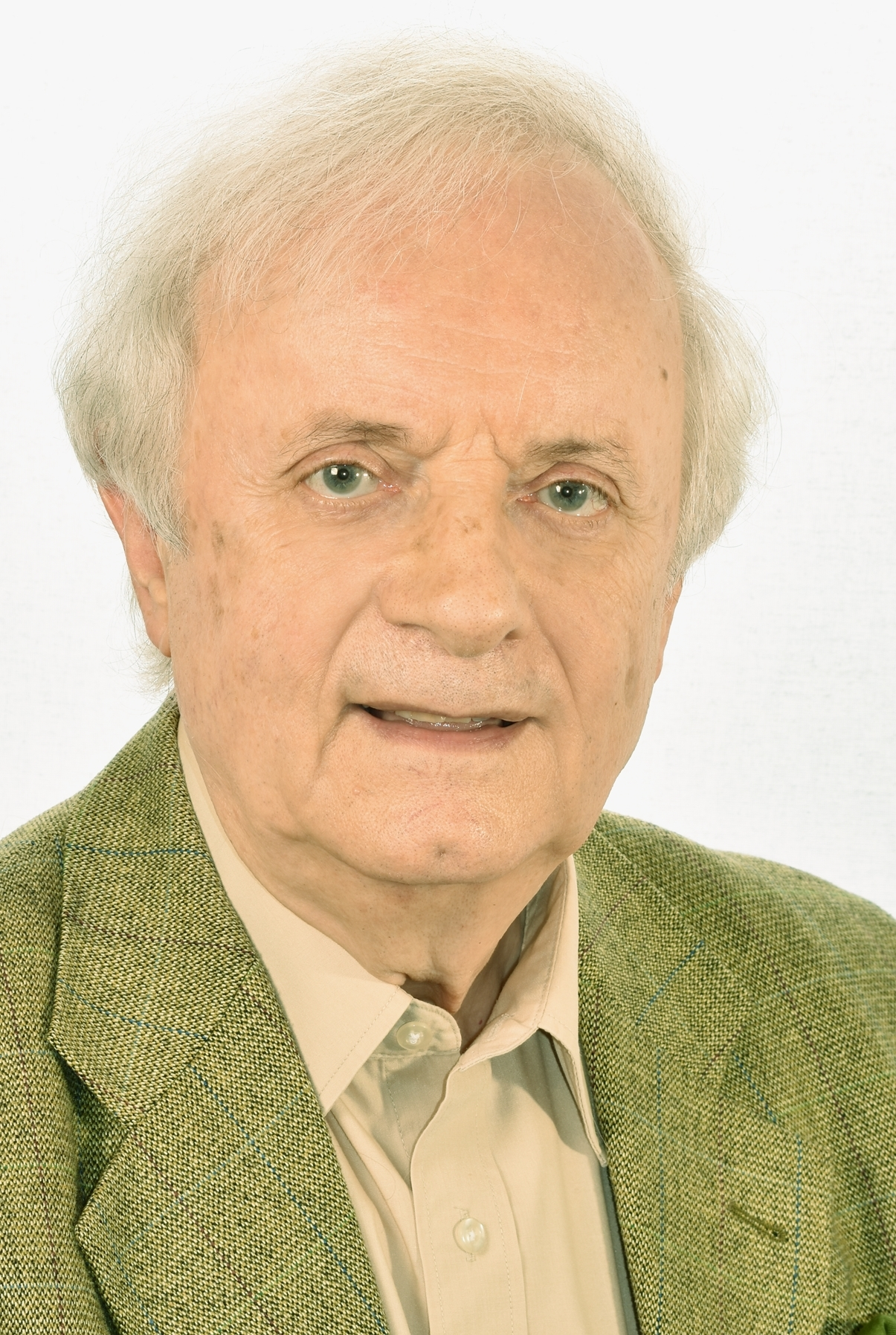
Heinz Ahrens (2019)

Heinz Ahrens (* 5. Dezember 1937 in Dortmund als Heinrich Ahrens) ist ein deutscher Gitarrist und Arrangeur.

## Leben
Nach dem Schulabbruch in der siebten Gymnasialklasse begann er eine Lehre als Bauzeichner mit Maurer-Praktikum für ein eventuell späteres Ingenieur-Studium. 1957 begann er mit dem Studium der Klassischen Gitarre  am Konservatorium in Dortmund und schloss dieses 1961 ab. In der Orchesterschule lernte er Kontrabass und erhielt Klarinetten-Unterricht bei Kammermusiker Richard Frick sowie Harmonielehre, Tonsatz und Arrangement bei Rainer "Glen" Buschmann.

## Schaffen
1955 erfolgten die ersten Duo-Auftritte mit Jugendfreund Dieter Jansen (Akkordeon und Vibraphonist) später im Trio, Quartett und Quintett in der Jansen-Combo mit Swing- und Tanzmusik. Als Gitarrist spielte Ahrens im H.G.Wolf Sextett sowie im Charlie Wenig Quartett und Glen Buschman Quartett. 1959 spielte Ahrens als Gitarrist und Bassist im Siggi Gerhard-Swingtett.
In den Jahren 1961 bis 1972 ist Ahrens als Gitarrist, Baritonsaxophonist und Arrangeur festes Mitglied im Siggi Gerhard Swingtett- und Sextett gewesen. Es folgten Auftritte in amerikanischen Clubs in Paris, Tripolis und in europäischen Nightclubs. Ahrens spielte bei Rundfunkaufnahmen für den WDR, den Bayerischen Rundfunk und den Südwestfunk sowie TV-Auftritten, Jazzkonzerten und als Begleitung von Solisten. Zeitweise gab es jährlich über 300 Auftritte.
1965 war Ahrens als Baritonsaxophonist zusammen mit Siggi Gerhard (Altsax) und der Bigband für die Live-Show von Cab Calloway im schwedischen TV aus dem Berns Salonger in Stockholm zu sehen.
In der Zeit von 1972 bis 1984 ist Ahrens Mitbegründer, Musiker und Arrangeur der Tanz- und Showband Europop 6 gewesen, unter anderem zusammen mit Wolfgang Franz, Monty Bürkle, Bodo Wiese und Alfons de Corte. Es folgten Gastspiele in Norwegen, Finnland, Schweden, Griechenland, Spanien, Niederlande, Belgien, Österreich, Schweiz und Deutschland, als Sextett und mit Begleitung diverser Solisten.
In den Jahren 1984 bis 2003 musizierte er als Gitarrist, Bassist, Baritonsaxofonist und Arrangeur mit Hazy Osterwald and the Entertainers.
In den Jahren 2003 bis 2018 war Ahrens in seiner Wahlheimat Salzburg als Buchautor und Musik-Unterrichtender aktiv. 2009 veröffentlichte Ahrens ein Gitarrenbuch mit allen Nationalhymnen der 27 Mitgliedsstaaten der EU. 2017 und 2019 folgten zwei weitere Lehrbücher für fortgeschrittene Gitarristen.

## Diskografie
- Tanzparty mit dem Siggi Gerhard Swingtett (1965, LP, Saba, 15 0481) – als Musiker und Arrangeur
- Siggi goes Tijuana (1966, LP, POPulär Luxor-Serie) – als Gitarrist
- In dem Schuppen tanzen Puppen (1970, Single, aronda) – als Sänger
- Europop 6 Make Hay (1972, Single, Orange 45-1011) – als Arrangeur und Bassist
- Happy Kids – Europop 6 (1972, LP, Orange 33-1006) – als Arrangeur und Musiker
- Europop 6 – Music & Show (1978, Elite Special LLP 80.067) als Arrangeur und Musiker[4]
- 50 Jahre Hazy Osterwald and the Entertainers (1991, CD, Blue Martin Records) als Arrangeur und  Komponist
- Musik ist Trumpf (2002, LP, Phonodisc, LC 1129, Pool Music + Media Service) – als Arrangeur und Komponist
- KriminalTango – the dance version, Single (1990 Lightship Audio Products) – als Arrangeur
- She calls you come, Single (1991, LAP Records, LC 6566) – als Komponist
- Heinz Ahrens RHAPSODY of the PIONEERS-Modern Classical Guitar Music(2019 Schell Music Hamburg LC19823)  Solo-Gitarre

## Gitarrenbücher
- 27 Hymnen Europas für akustische Gitarre (mit Audio-CD), Verlag artist ahead 2009[5]
- Das moderne Arrangement für Konzertgitarre – Reharmonisationen zu Beethovens „Ode an die Freude“ (mit Audio-CD), Verlag Schell Music, Hamburg 2017, ISBN 3-86411-134-X.
- Rhapsodie of the Pioneers, Notenbuch für Akustische Gitarre, Verlag Schell Music, Hamburg 2019, ISBN 3-86411-156-0.[6]